# Géza Maróczy
Géza Maróczy (3. března 1870, Segedín – 29. května 1951, Budapešť) byl maďarský šachový velmistr, ve své době jeden z nejlepších hráčů na světě. Byl také inženýrem.

## Raná kariéra
Maróczy se narodil 3. března 1870 v maďarském městě Segedíně. Vyhrál „menší“ turnaj v Hastingsu v roce 1895 a během následujících deseti let vyhrál několik mezinárodních turnajů. V letech 1902 až 1908 se zúčastnil třinácti turnajů, pět z nich jich vyhrál a na dalších pěti skončil druhý.
V roce 1906 souhlasil s podmínkami pro zápas o titul mistra světa proti Emanuelovi Laskerovi, ale jednání nebylo možné dokončit a zápas se tedy tak neuskutečnil.

## Odchod do důchodu a návrat
Po roce 1908 se Maróczy přestal účastnit mezinárodních turnajů a začal se více věnovat své profesi úředníka. Působil jako auditor v Centru odborových svazů a sociálního pojištění. Když se komunisté krátce dostali k moci, byl hlavním auditorem ministerstva školství. Po svržení komunistické vlády nemohl získat práci. Po první světové válce se krátce vrátil do šachového světa. Na přelomu let 1927/1928 porazil mistra Maďarska z roku 1924, Gézu Nagyho. V tomto zápase ani jednou neprohrál, pětkrát vyhrál a třikrát remizoval. V roce 1927 se zúčastnil první šachové olympiády v Londýně – hrál na první šachovnici, Maďarsko turnaj vyhrálo. 
V roce 1950, tedy tehdy, kdy FIDE oficiálně zavedla titul velmistra, byl Maróczy jedním z 26 hráčů, kterým byl tento titul zpětně udělen. Jeho jméno nese typ pěšcové formace, Maróczyho výstavby.